# Причепа польова
{{#ifeq:0|0|{{#if:|{{#if:Torilisarvensis|[[]}}|}}}}
Приче́па польова́, тори́ліс польови́й (Torilis arvensis) — однорічна рослина родини окружкових.

## Опис
Однорічна трав'яниста рослина, що сягає заввишки 30—100 сантиметрів. Корінь тонкий, веретеноподібний. Надземні частини тьмяні, сіро-зелені, запушені. Листки чергові, пірчасті, складаються з кількох пар ланцетних листочків кожен завдовжки до 6 сантиметрів. Суцвіття — складний зонтик з білими квітами. Плід — сім'янка 3—5 мм завдовжки.

## Поширення
Африка: Алжир; Єгипет; Лівія; Марокко; Туніс; Ефіопія; Сомалі; Судан; Кенія; Танзанія; Уганда; Камерун; Руанда; Ангола; Малаві; Мозамбік; Зімбабве; ПАР — Капська провінція. Азія: Афганістан; Кіпр; Єгипет — Синай; Іран; Ірак; Ізраїль; Йорданія; Ліван; Туреччина; Киргизстан; Таджикистан; Туркменістан; Узбекистан; Пакистан [зх.]. Кавказ: Вірменія; Азербайджан; Грузія; Росія — Передкавказзя, Дагестан, Європейська частина. Європа: Австрія; Бельгія; Чехія; Німеччина; Угорщина; Нідерланди; Польща; Словаччина; Швейцарія; Молдова; Україна [вкл. Крим]; Албанія; Боснія і Герцеговина; Болгарія; Хорватія; Греція [вкл. Крит]; Італія [вкл. Сардинія, Сицилія]; Македонія; Чорногорія; Румунія; Сербія; Словенія; Франція [вкл. Корсика]; Португалія [вкл. Мадейра]; Гібралтар; Іспанія [вкл. Балеарські острови, Канарські]. Натуралізований в деяких інших країнах. Росте на узбіччях доріг і полів; 0-1600 м.

## Галерея

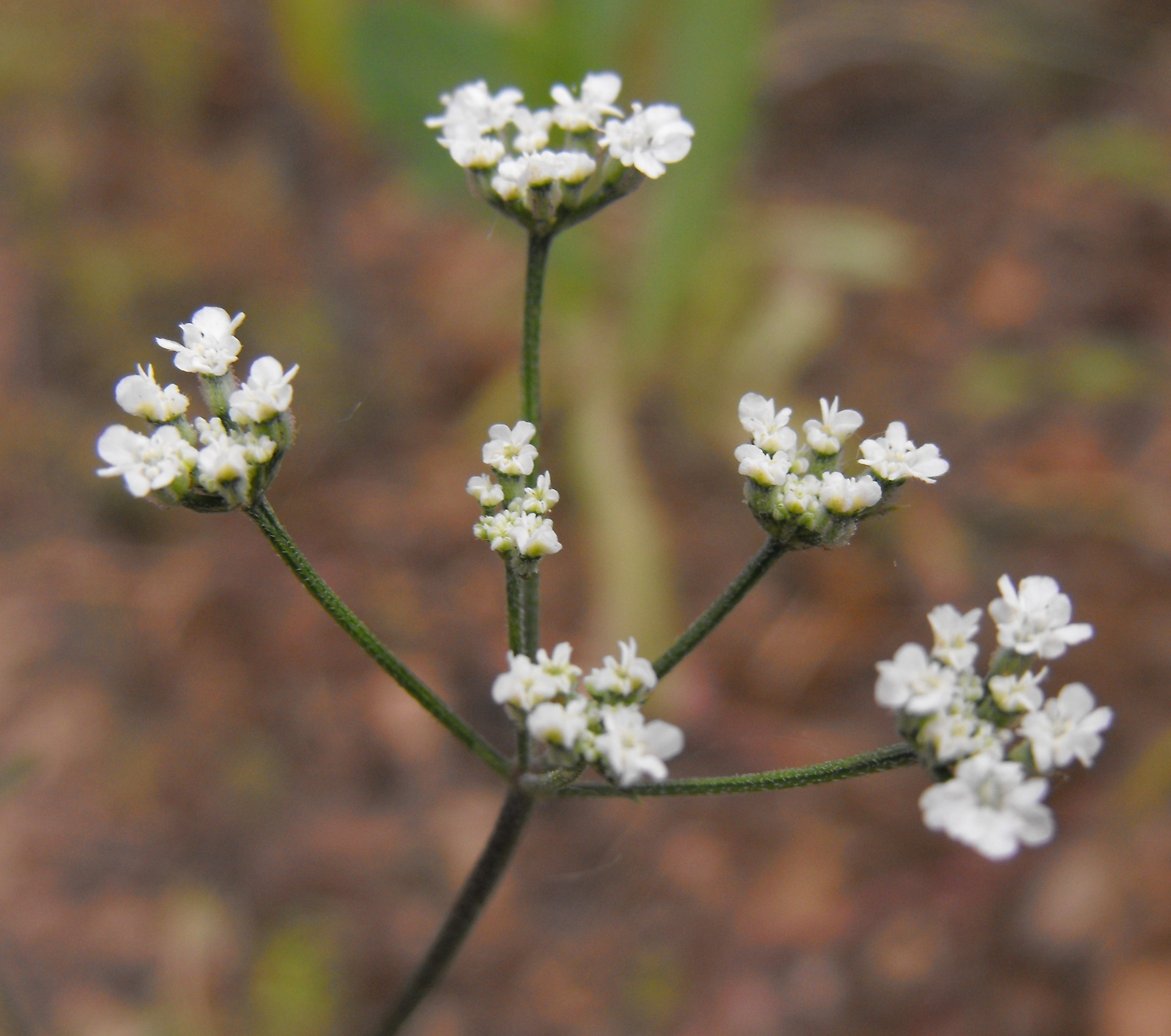
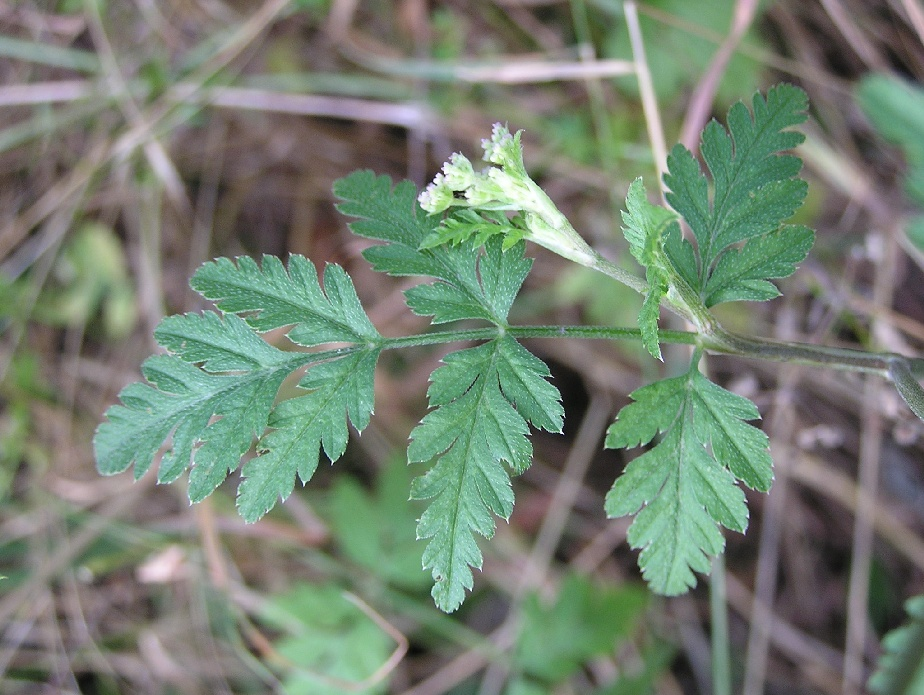
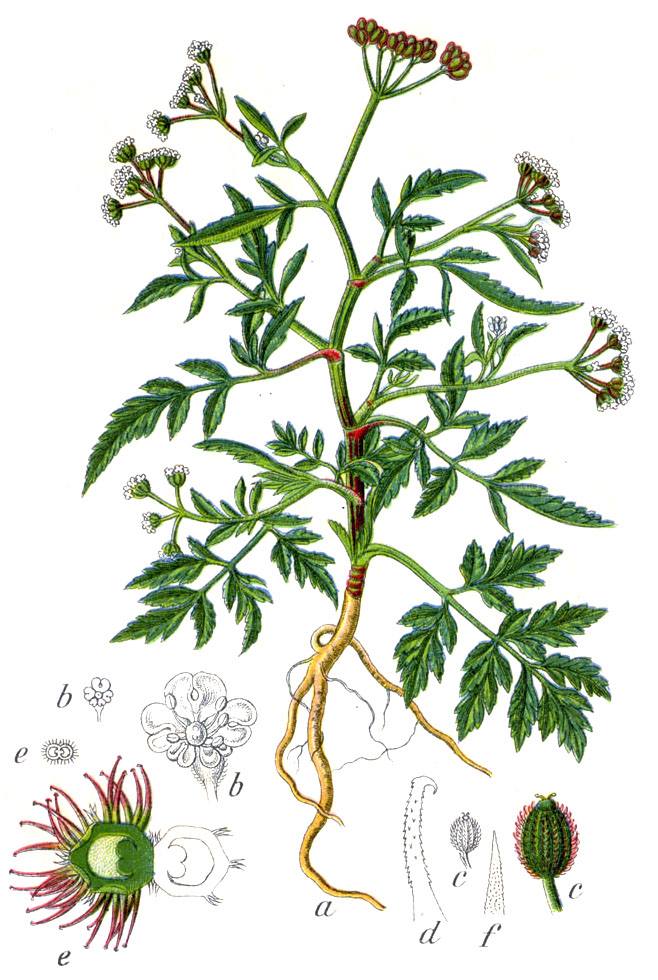